# Острівщина
Острі́вщина — село в Україні, у Близнюківській селищній громаді Лозівського району Харківської області. Населення становить 328 осіб. До 2020 орган місцевого самоврядування — Острівщинська сільська рада.

## Географія

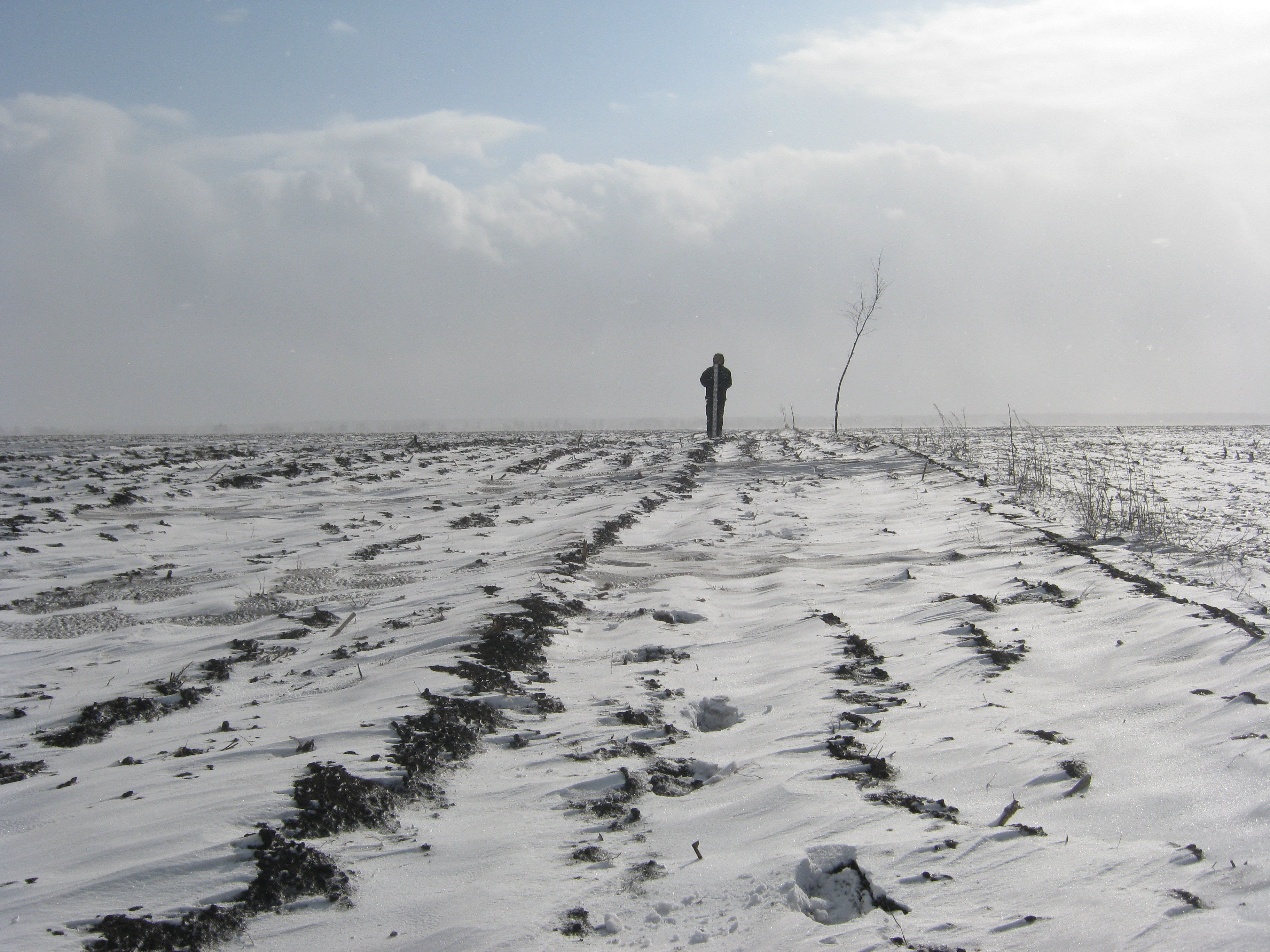
Курган, розташований у 1 км на захід від села

Село Острівщина знаходиться за 6 км від селища Близнюки, примикає до села Дунине, на території села кілька великих загат. На відстані ~ 5 км розташовані залізничні станції Платформа 950 км і Бурбулатівська.

## Історія
- 1922 — дата заснування.
- У жовтні 1941 року село було захоплене нацистами. У лютому 1942 село тимчасово було звільнене. Але у травні 1942 року нацисти, підтягнувши сили, почали контрнаступ проти радянських військ. На території Острівщини розгорнулися запеклі бої. Відступ радянських воїнів з села прикривав загін під командуванням капітана М. І. Лебедєва. Радянських воїнів у живих залишилося дуже мало. Капітан наказав їм відступати, а сам зайняв вигідну позицію у приміщенні клубу і вів вогонь по ворогу з кулемета. За короткий час він знищив більше 20 окупантів. Коли скінчилися кулеметні стрічки, він відстрілювався з пістолета до останнього патрона. Тяжко пораненого капітана нацисти підняли на багнетах. Остаточно село Острівщина було звільнене у вересні 1943 року воїнами 81-го гвардійського і 206-го стрілецьких і 69-го артилерійських полків. Радянські воїни, які загинули при оборонні села поховані у братській могилі. У могилі поховано 52 воїни, з них відомі прізвища 23-х. Багато жителів Острівщини брали участь у боротьбі з німецько-нацистськими загарбниками на фронтах Німецько-радянської війни, 94 воїни загинули у боях.
- 12 червня 2020 року, відповідно до Розпорядження Кабінету Міністрів України № 725-р «Про визначення адміністративних центрів та затвердження територій територіальних громад Харківської області», увійшло до складу Близнюківської селищної громади.[1]
- 19 липня 2020 року, в результаті адміністративно-територіальної реформи та ліквідації Близнюківського району, увійшло до складу Лозівського району Харківської області.[2]

## Економіка
- В селі є кілька молочно-товарних і птахо-товарна ферми, машинно-тракторні майстерні.

## Культура
- Школа.

## Пам'ятки
Поблизу села Острівщина, на одному із полів, стоїть пам'ятний знак, який сповіщає про те, що це місце є рівновіддаленим на 128 кілометрів від трьох великих міст — Харкова, Донецька та Дніпропетровська. Щороку у січні тут проходить джип-фестиваль, на який з'їжджаються автолюбителі позашляховиків не лише з цих трьох міст, а й з багатьох інших.